# جوزف سوان
سر جوزف ویلسون سوان (به انگلیسی: Sir Joseph Wilson Swan) ‏ (۳۱ اکتبر ۱۸۲۸ - ۲۷ می ۱۹۱۴) فیزیکدان و شیمی‌دان انگلیسی بود که بیشتر شهرت او بخاطر اختراع لامپ رشته‌ای است.

## مختصر زندگی
سوان در ۱۸۲۸ در پالیون هال در ساندرلند, انگلستان به دنیا آمد و در آنجا به عنوان شاگرد در داروسازی کار می‌کرد. بعدها او شریک ماسون شد که یک کارخانه تولید مواد شیمیایی در نیوکاسل داشت. این شرکت با نام‌های ماسون، سوان و مورگان تا سال ۱۹۷۳ دایر می‌بود.